# 翼弦

翼剖面示意圖

翼弦（chord），為機翼前緣與後緣連成的直線，或稱翼弦線、弦線（chord line）。而翼弦的長度，稱為弦長（chord length），在空氣動力學中，常用c代表弦長。

## 其它定義
一般的飛行器，在機翼各個位置的翼弦長度不盡相同，因此便有其它的定義。在分析飛行器的性能時，最常用的是平均空氣動力弦長（mean aerodynamic chord，MAC，或是用{\displaystyle {\bar {\mbox{c}}}}表示），其定義如下：
{\displaystyle {\bar {\mbox{c}}}={\frac {1}{S}}}{\displaystyle \int _{-{\frac {b}{2}}}^{\frac {b}{2}}c^{2}(y)dy}
其中{\displaystyle y}座標的方向是沿著機翼翼展方向，而{\displaystyle c(y)}則是在該位置上翼剖面的弦長。

機翼上不同翼弦的定義

另外一種純幾何的定義為標準平均弦長（standard mean chord，SMC）：
{\displaystyle {\mbox{SMC}}={\frac {S}{b}}}
其中S為翼面積，b為翼展長度。